# Saint-Loup-de-Gonois
Saint-Loup-de-Gonois és un antic municipi francès, situat al departament del Loiret i a la regió de Centre – Vall del Loira. L'1 de març de 2019 esdevé un municipi delegat, al si del municipi nou La Selle-sur-le-Bied. L'any 2007 tenia 106 habitants.

## Demografia

### Població
El 2007 la població de fet de Saint-Loup-de-Gonois era de 106 persones. Hi havia 35 famílies, de les quals 16 eren unipersonals (8 homes vivint sols i 8 dones vivint soles), 8 parelles sense fills i 11 parelles amb fills.
La població ha evolucionat segons el següent gràfic:
Habitants censats

### Habitatges
El 2007 hi havia 71 habitatges, 44 eren l'habitatge principal de la família, 24 eren segones residències i 2 estaven desocupats. Tots els 71 habitatges eren cases. Dels 44 habitatges principals, 38 estaven ocupats pels seus propietaris i 7 estaven llogats i ocupats pels llogaters; 2 tenien dues cambres, 9 en tenien tres, 12 en tenien quatre i 21 en tenien cinc o més. 41 habitatges disposaven pel capbaix d'una plaça de pàrquing. A 23 habitatges hi havia un automòbil i a 19 n'hi havia dos o més.

## Economia
El 2007 la població en edat de treballar era de 61 persones, 45 eren actives i 16 eren inactives. De les 45 persones actives 41 estaven ocupades (25 homes i 16 dones) i 4 estaven aturades (2 homes i 2 dones). De les 16 persones inactives 4 estaven jubilades, 8 estaven estudiant i 4 estaven classificades com a «altres inactius».
Activitats econòmiques
Dels 2 establiments que hi havia el 2007, 1 era d'una empresa de comerç i reparació d'automòbils i 1 d'una empresa de serveis.
L'any 2000 a Saint-Loup-de-Gonois hi havia 3 explotacions agrícoles.

## Poblacions més properes
El següent diagrama mostra les poblacions més properes.